# Анна Бжезінська
Анна Бжезінська (пол. Anna Brzezińska, 8 червня 1971, Ополе) — польська письменниця-фантастка, яка пише переважно в жанрі фентезі.

## Біографія
Анна Бжезінська народилась в Ополі. Вона закінчила Інститут історії Люблінського католицького університету, пізніше навчалась на факультеті медієвістики Центрально-Європейського університету, де пізніше закінчила докторантуру. Анна Бжезінська була співвласником видавництва «Runa», в якому друкувались книги низки польських письменників-фантастів. Як видавець Анна Бжезінська отримала в 2003 році премію «Шльонкфа».
Літературну діяльність Бжезінська розпочала в 1998 році з публікації в журналі «Magia i Miecz» оповідання «Аж страшно згадати, як я її кохав» (пол. A kochał ją, że strach). За це оповідання письменниця відразу ж отримала найпрестижнішу польську премію імені Януша Зайделя. Удруге премію вмені Зайделя Бжезінська отримала за два роки за роман «Змієва арфа» (пол. Żmijowa harfa), який входить до серії творів про розбійника Твардокенска. Утретє премію імені Зайделя письменниця отримала у 2005 році за оповідання «Води, глибокі як небо» (пол. Wody głębokie jak niebo). У 2009 році Анна Бжезінська отримала також срібну відзнаку премії імені Єжи Жулавського за повість «Нічия земля» (пол. Ziemia niczyja). Більшість творів письменниці написані в стилі фентезі, зокрема цикли її творів про розбійника Твардокенска, цикл «Велика війна» та цикл «Вільжинська долина». У 2017 році вийшов історичний роман письменниці «Дочки Вавелю» (пол. Córki Wawelu), присвячений долі польських принцес із епохи Середньовіччя.

## Особисте життя
Анна Бжезінська одружена із польським письменником-фантастом Гжегожем Вісневським, із яким написала в співавторстві низку літературних творів.

### Сага про розбійника Твердокенска
- Полова на вітрі (пол. Plewy na wietrze, 1999)
- Змієва арфа (пол. Żmijowa harfa, 2000)
- Літній дощ. Келих (пол. Letni deszcz. Kielich, 2004)
- Літній дощ. Стилет (пол. Letni deszcz. Sztylet, 2009)

### Велика війна
- За короля, вітчизну і жменю золота (пол. Za króla, ojczyznę i garść złota, 2007, у співавторстві з Гжегожем Вісневським)
- На нічиїй землі (пол. Na ziemi niczyjej, 2008, у співавторстві з Гжегожем Вісневським)

### Романи
- Дочки Вавелю (пол. Córki Wawelu, 2017)
- Вода на ситі (пол. Woda na sicie, 2018)

### Збірки оповідань
- Води, глибокі як небо (пол. Wody głębokie jak niebo, 2005)
- Оповіді з Вільшинської долини (пол. Opowieści z Wilżyńskiej Doliny, 2002)
- Відьма з Вільшинської долини (пол. Wiedźma z Wilżyńskiej Doliny, 2010)